# 蕭逢蔚
蕭逢蔚（1893年10月18日—1953年2月25日），字薈如，湖南省龍山縣水田壩下比寨人，中华民国政治人物。民國37年（1948年）在湖南省第六選區當選第一屆立法委員。

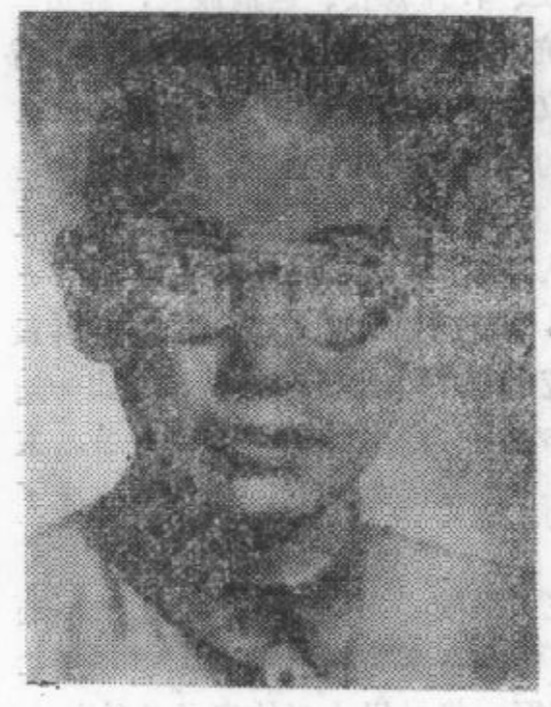

## 生平
先後就讀茨岩塘高等小學堂、永順玉屏書院、兌澤中學。
民國13年（1924年），北京大學平民教育講演團庶務幹事。
民國14年（1925年），畢業於北京大學，初任長沙兌澤中學教導主任、校長、第一師範訓育主任、省立第八中學校長。
民國24~31年，歷任中國國民黨湖南省黨部第二書記長、湖南省視察員等職。
民國20年3月15日，中國國民黨湖南省黨部第三屆省監察委員。
民國20年8月，中國國民黨安徽省黨部黨務整理委員會常務委員、執行委員。
民國24年10月18日，試署江蘇宜興縣縣長，任宜興縣縣長期間頗有政績：發動群眾土法治蝗；重視發展生產；引進油桐種植；進行人口普查；舉辦「農民強迫識字班」；組織民眾修橋築路，受到當地民眾敬重。
民國28年8月，湖南省第一屆臨時參議會候補參議員。
民國31年8月，龍山縣立初級中學校校長。
湖南省民眾抗戰統一委員會委員。
民國35年後，龍山縣參議會參議長、湖南省參議員、立法委員。
民國38年，湘鄂川人民救國軍副司令。
1953年2月25日病故。